# شنتزل

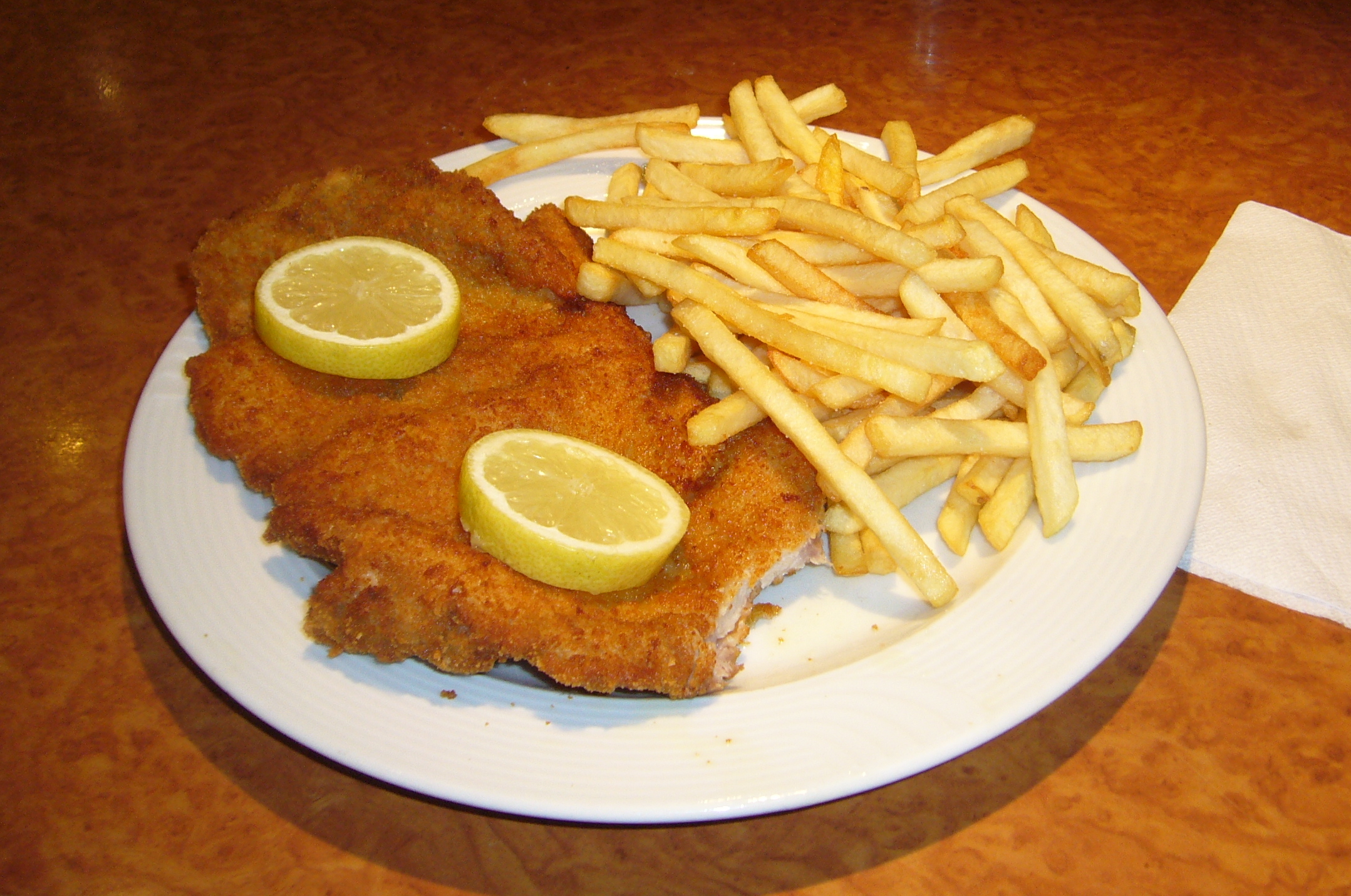
الشَّنَتْزِل مع بطاطس مقلية

الشَّنَتْزِل أو الشِّنِتْسِل (بالألمانية: Schnitzel، شنِتْسِل) هو طبق من أصل نمساوي، وهو شرائح لحم أو دجاج منزوع العظم مغطى بالبقسماط ومقلى، يعد هذا الطبق من أشهر أطباق المطبخ الفِيَنّي والنمساوي، في النمسا يسمى الطبق الشَّنَتْزِل الفِيَنِّي ويقدم في فيينا بفيليه السردين وشريحة من الليمون، يغلب أن يُقطع من لحم العجل ويقدم مع سلطة البطاطا بجانبه.

## أطباق متشابهة
- كوردون بلو الدجاج
- إسكالوب
- تندرز الدجاج